# Orden toscano

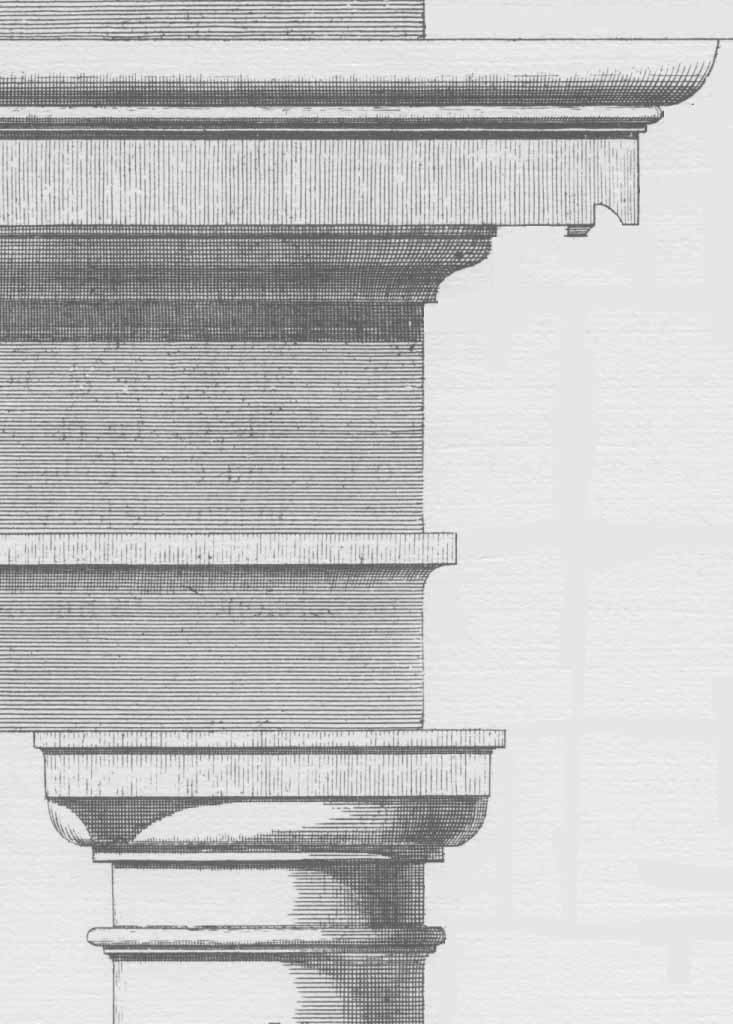
Esquema del orden toscano según Vignola

El orden toscano (en lengua latina, Ordo Etruscus, Ordo Tuscanus u Ordo Tuscanicus; en idioma griego, Τοσκανικός ρυθμός) no pertenece al grupo de los órdenes arquitectónicos griegos (dórico, jónico y corintio), sino que es la aportación etrusca a los órdenes clásicos. Deriva del dórico, del que es una simplificación, y fue utilizado en Etruria, Italia, en época anterior a la conquista de Grecia. Posteriormente fue adoptada y difundida por los romanos. Con el paso del tiempo, dado que los arquitectos renacentistas conocían mucho mejor el arte romano que el griego, el orden toscano también fue muy habitual desde el siglo XV (mucho más que el orden dórico que, prácticamente era desconocido y no fue recuperado hasta el Neoclasicismo).
Se caracteriza por las siguientes peculiaridades:
- El entablamento está compuesto por:

- El arquitrabe, una especie de viga gruesa y lisa que recorre toda la alineación de columnas.
- El friso, banda horizontal lisa de igual apariencia que el arquitrabe y separada de este por un listel llamado tenia.
- La cornisa remata el orden formando un saledizo que generalmente cuenta con una moldura de tipo cimacio.

- El capitel está integrado por cinco piezas, todas ellas lisas:

- Un listel.
- El ábaco es una pieza prismática similar a un tablero de planta cuadrada que soporta directamente sobre sí la estructura horizontal del edificio.
- El equino, cuya geometría es la de una figura convexa de revolución, se expande hacia la parte superior con un sentido de transición entre las dimensiones del extremo del fuste y las del ábaco de mayor tamaño.
- El collarino, tambor cilíndrico intercalado entre el equino y el fuste, a modo de prolongación de este y separado de él por una moldura horizontal.
- El fuste.

|                         | \| Orden completo 17 + ½ m \| Entablamento 3 + ½ m \| Cornisa \| {\displaystyle 1+{2 \over 6}{\mbox{m}}} \| \| Orden completo 17 + ½ m \| Entablamento 3 + ½ m \| Friso \| {\displaystyle 1+{1 \over 6}{\mbox{m}}} \| \| Orden completo 17 + ½ m \| Entablamento 3 + ½ m \| Arquitrabe \| 1 m \| \| Orden completo 17 + ½ m \| Columna 14 m \| Capitel \| 1 m \| \| Orden completo 17 + ½ m \| Columna 14 m \| Fuste liso \| 12 m \| \| Orden completo 17 + ½ m \| Columna 14 m \| Basa \| 1 m \| |            |                                         |
| Orden completo 17 + ½ m | Entablamento 3 + ½ m | Cornisa    | {\displaystyle 1+{2 \over 6}{\mbox{m}}} |
| Orden completo 17 + ½ m | Entablamento 3 + ½ m | Friso      | {\displaystyle 1+{1 \over 6}{\mbox{m}}} |
| Orden completo 17 + ½ m | Entablamento 3 + ½ m | Arquitrabe | 1 m                                     |
| Orden completo 17 + ½ m | Columna 14 m | Capitel    | 1 m                                     |
| Orden completo 17 + ½ m | Columna 14 m | Fuste liso | 12 m                                    |
| Orden completo 17 + ½ m | Columna 14 m | Basa       | 1 m                                     |

- La columna toscana, a diferencia de la dórica griega, se apoya sobre una base (y ésta, sobre un podio)
- El fuste es de sección circular, normalmente liso. El tamaño total de la columna suele ser de catorce módulos, siendo de doce el del fuste. Su diámetro no es constante, sino que va aumentando hasta producir un ligero abombamiento o éntasis, decreciendo luego hacia el extremo superior.

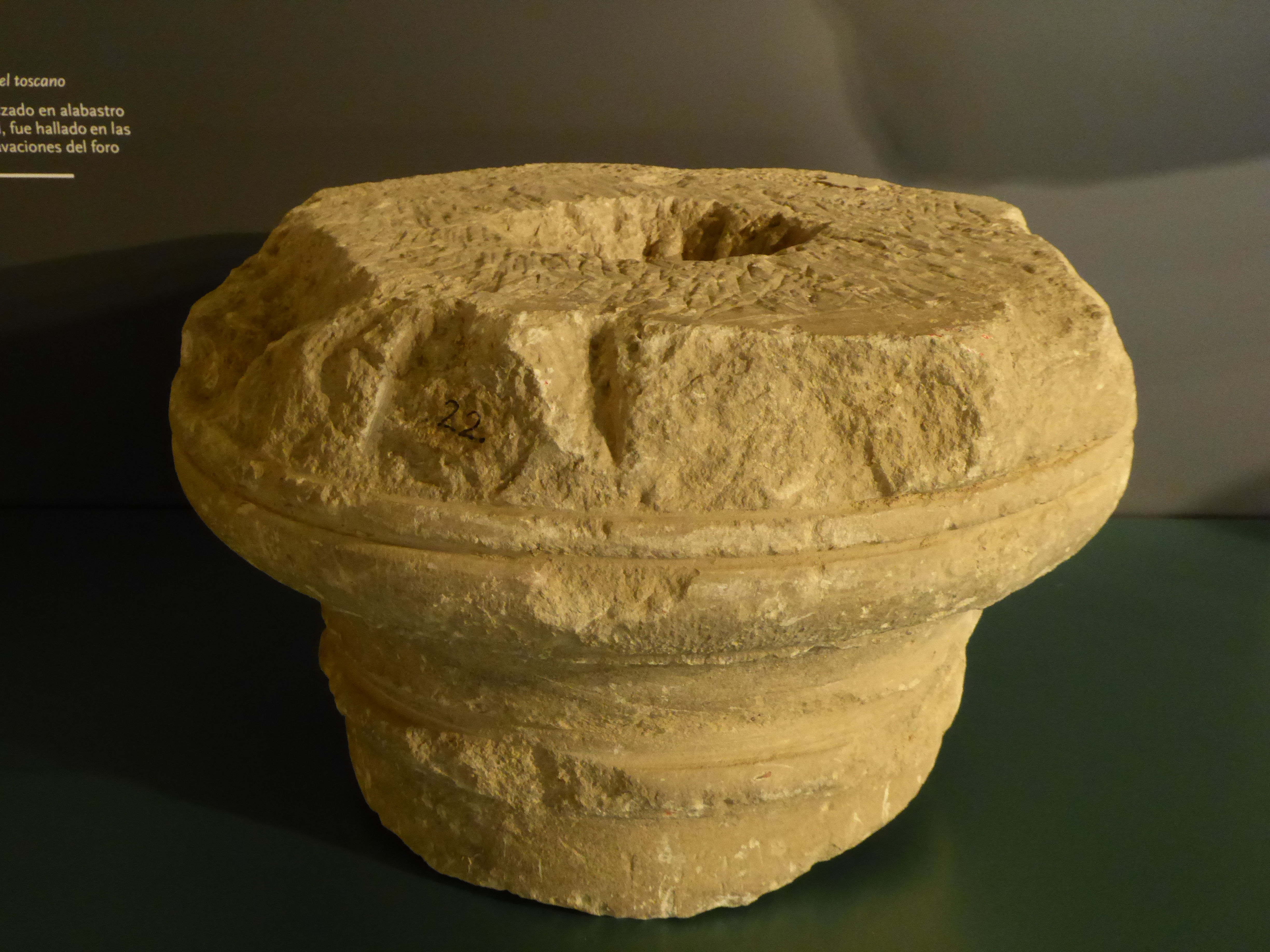
Capitel toscano conservado en el Museo del Foro de Caesaraugusta.
- Los órdenes arquitectónicos: dórico, jónico, corintio, toscano, compuesto